# Špela Rozin
Špela Rozin (Lubiana, 31 gennaio 1943) è un'attrice e personaggio televisivo slovena.
Nata in Jugoslavia, dove esordì molto giovane, nel 1959. Agli inizi degli anni '60 venne notata, grazie al film Cudna devojka, dai produttori italiani di Via Veneto. Da allora ha recitato in molti film di produzione italiana, in particolare del genere peplum (Ercole l'invincibile, La valle dell'eco tonante) e western (Joko invoca Dio... e muori, Testa o croce), ma anche statunitense (5 per la gloria).
Negli anni '70 ritorna in patria, stabilendosi a Sarajevo, dove comincia a lavorare per la televisione jugoslava, alternando al piccolo schermo alcune apparizioni in film di produzione jugoslava (La battaglia della Neretva, A Est suonavano una canzone).
Nella sua attività cinematografica ha utilizzato anche gli pseudonimi Mia Massini, Sheyla Rosin, Sheila Rossin e Sheyla Rozin.

## Filmografia parziale
- Via Veneto, regia di Giuseppe Lipartiti (1964)
- Ercole l'invincibile, regia di Alvaro Mancori (1964)
- La valle dell'eco tonante, regia di Tanio Boccia (1964)
- Le piacevoli notti, regia di Armando Crispino e Luciano Lucignani (1966)
- Marinai in coperta, regia di Bruno Corbucci (1967)
- Silenzio: si uccide, regia di Guido Zurli (1967)
- Joko invoca Dio... e muori, regia di Antonio Margheriti (1968)
- Il professor Matusa e i suoi hippies, regia di Luigi de Maria (1968)
- Il sole è di tutti, regia di Domenico Paolella (1968)
- La battaglia della Neretva, regia di Veljko Bulajić (1969)
- Testa o croce,  regia di Piero Pierotti (1969)
- Sedia elettrica, regia di Demofilo Fidani (1969)
- Il magnifico Robin Hood, regia di Roberto Bianchi Montero (1970)
- La legge della Camorra, regia di Demofilo Fidani (1973)

## Doppiatrici italiane
- Vittoria Febbi in Ercole l'invincibile, Il magnifico Robin Hood
- Mirella Pace in Testa o croce
- Melina Martello in Sedia elettrica
- Fiorella Betti in Io ti amo